# Fockea
Fockea é um género de plantas suculentas arbustivas nativas da África Austral, caracterizadas pela presença de um caudex bulboso, comestível por humanos em pelo menos algumas espécies.

## Taxonomia
O género Fockea inclui as seguintes epécies:
- Fockea angustifolia K.Schum. - África do Sul
- Fockea capensis Endl. - África do Sul
- Fockea comaru (E.Mey.) N.E.Br. - África do Sul
- Fockea edulis (Thunb.) K.Schum. - África do Sul
- Fockea multiflora K.Schum. - África do Sul
- Fockea sinuata (E.Mey.) Druce - África do Sul